# شهرستان شرودا ویلکوپولسکا
شهرستان شرودا ویلکوپولسکا (به لهستانی: Powiat Środa Wielkopolska) یک شهرستان در لهستان است که در استان لهستان بزرگ‌تر واقع شده‌است. شهرستان شرودا ویلکوپولسکا ۶۲۳٫۱۸ کیلومتر مربع مساحت و ۵۴٬۵۶۸ نفر جمعیت دارد.

## خواهرخوانده
شهر خویرزوردا خواهرخواندهٔ شهرستان شرودا ویلکوپولسکا هست.